# Ray Colcord
Ray Colcord (Manhattan, 24 dicembre 1949 – Studio City, 5 febbraio 2016) è stato un compositore statunitense.
Ha composto musiche per film e serie televisive, tra cui: Amityville Dollhouse e Il cuore della foresta. È stato presidente della Society of Composers & Lyricists e tastierista di Lou Reed a metà degli anni settanta negli album Rock N Roll Animal e Lou Reed Live.

## Filmografia parziale

### Cinema
- The Devonsville Terror (The Devonsville Terror), regia di Ulli Lommel (1983)
- Amityville Dollhouse (Amityville: Dollhouse), regia di Steve White (1996)
- La compagnia degli strilloni (The Paper Brigade), regia di Blair Treu (1996)
- Il cuore della foresta (Heartwood), regia di Lanny Cotler (1998)

### Televisione
- Il mio amico Ricky (Silver Spoons) - serie TV (1982-1987)
- 227 - serie TV (1985-1990)
- L'albero delle mele (The Facts of Life) - serie TV, 70 episodi (1985-1988)
- Biancaneve a Beverly Hills (The Charmings) - serie TV, 15 episodi (1987-1988)
- I miei due papà (My Two Dads) - serie TV, 38 episodi (1989-1990)
- I dinosauri (Dinosaurs) - serie TV, 64 episodi (1991-1994)
- Un raggio di luna per Dorothy Jane - serie TV, 18 episodi (1991-1992)
- Crescere, che fatica! (Boy Meets World) - serie TV (1993-2000)
- Aiuto sono mia sorella (Wish Upon a Star) - film TV, regia di Blair Treu (1996)
- Questione di stile (Style and Substance) - serie TV (1998)
- Terra promessa (Promised Land) - serie TV, 66 episodi (1996-1999)
- Melissa & Joey - serie TV (2010)
- Girl Meets World - serie TV, 49 episodi (2014-2016)